# 桂伸べえ
桂 伸べえ（かつら しんべえ、1990年1月23日 - ）は、落語芸術協会に所属する落語家。三代目桂伸治門下の二ツ目。本名∶小笹 利晃。

## 経歴
静岡大学農学部卒業後、2013年4月に三代目桂伸治に入門。前座名は「伸力」（しんりき）で、5月下席より楽屋入り。
2017年6月中席より二ツ目昇進し、「伸べえ」（しんべえ）に改名。2022年12月、渋谷らくご創作大賞を受賞。

## 芸歴
- 2013年4月 - 三代目桂伸治に入門、前座名「伸力」。
- 2017年6月 - 二ツ目昇進、「伸べえ」に改名。

## 活動
三遊亭遊かり、三遊亭吉馬と共に新作落語の勉強会「新作冒険倶楽部」を開催している。

## 受賞歴
- 2022年　渋谷らくご創作大賞2022（演目は「広末写真集」）[1][2]